# Staroste
Staroste (slavă veche starosta, lat. capitaneum) este un cuvânt slav și denumește conducătorul unei bresle în Evul Mediu. Starostele era ajutat de un sfat, alcătuit din 12 bătrâni. I se mai spunea și vătaf.
În Moldova se numea staroste cârmuitorul ținuturilor de margine (ex. starostele de Putna).
În țările slave era folosit în diferite împrejurări pentru a desemna o poziție oficială sau neoficială de conducător. Se poate traduce ca vârstnic (înțelept). Teritoriul administrat de un staroste se numea starostwo. În Evul Mediu timpuriu, starostele era conducătorul unei comunități slave sau ale altor comunități, cum ar fi: staroste al bisericii, staroste de artel (asociație, cooperativă) etc. El putea, de asemenea, să însemne maestru de ceremonii la nunți în comunitățile rusine, ucrainene, poloneze.
Din secolul al XIV-lea în Coroana Regatului Polon, iar mai târziu, în epoca Uniunii statale polono-lituaniene, până la Partiția Poloniei în 1795, starostele a fost un oficial regal.
Adjunctul său era cunoscut sub numele de podstarości. Staroste Generalny a fost oficial administrativ al unei unități teritoriale specifice: fie reprezentant al regelui sau Marelui Duce sau o persoană numită direct. Până în 1795 au existat două tipuri de staroste: Staroste de județ (poln. grodowy) și Staroste supraveghetor a terenurilor Coroanei (poln. niegrodowy). Primul a fost un responsabil de taxe fiscale, poliție și instanțele judecătorești, și, de asemenea, cel responsabil de executarea hotărârilor judiciare. Între 1918 - 1939 și 1944-1950, staroste însemna conducător al administrației unui județ (powiat), subordonat voievodului.
În Polonia de astăzi, având în vedere reformele administrației publice locale, care au intrat în vigoare la data de 1 ianuarie 1999, starostele în zilele noastre este șeful executivului (zarząd powiatu) județului (powiat) și șeful administrației județene (starostwo powiatowe), fiind ales de către Consiliul Județean (rada powiatu).

 Acest articol despre un subiect legat de  istoria României este deocamdată un ciot. Puteți ajuta Wikipedia prin completarea sa.